# Sur la piste glacée
Pour plus de détails, voir Fiche technique et Distribution.
Sur la piste glacée (River's End) est un film américain réalisé par Michael Curtiz, sorti en 1930.

## Synopsis
Le sergent Conniston , guidé par l'alcoolique O'Toole, est à la recherche de Keith, un meurtrier en cavale. Lorsqu'il est capturer aux confins du nord du Canada, le fugitif se révèle être le parfait sosie de Conniston.

## Fiche technique
- Titre original : River's End
- Titre français : Sur la piste glacée
- Réalisation : Michael Curtiz
- Scénario : Charles Kenyon (en) d'après un roman de James Oliver Curwood
- Costumes : Earl Luick
- Photographie : Robert Kurrle
- Société de production : Warner Bros.
- Pays de production : États-Unis
- Format : Noir et blanc
- Genre : western
- Durée : 75 minutes
- Date de sortie : 1930

## Distribution
- Charles Bickford : John Keith / Sergent Conniston
- Evalyn Knapp : Miriam McDowell
- J. Farrell MacDonald : Pat O'Toole
- Zasu Pitts : Louise
- Walter McGrail : Sergeant Martin
- David Torrence : Inspecteur McDowell
- Frank Coghlan Jr. : Mickey O'Toole
- Tom Santschi : Segent Shotwell